# Hiv-Danmark
Hiv-Danmark er en patientforening for hiv-smittede, pårørende og efterladte, stiftet i 1991. Foreningen er for alle smittede og pårørende uanset smittemåde, køn, etnicitet, seksualitet og nationalitet, og den er uafhængig af politiske partier og religiøse bevægelser. Den driver Kafe Knud, der er et værested beliggende i Skindergade i København.

## Bestyrelse
Foreningens bestyrelse består af hiv-smittede. Foreningens første formand var Ole Morten Nygård (1991-95 samt 1998-99). Fra 1999-2009 var Henrik Arildsen formand for foreningen, og nuværende formand siden 2009 er Helle Andersen. Foreningen støttes af offentlige som private midler. Siden 2000 kan op til to pårørende også sidde i bestyrelsen. 

## Aktiviteter
Foreningen driver gratis professionel rådgivning, der dækker hele Danmark fra baser i København og Århus, med minibaser i Odense, Vejle og Ålborg. Rådgivningen er psykosocial og målrettet både hiv-smittede, uanset om de er syge af aids eller ej, pårørende og deres partnere/familie. Foreningen arbejder for juridisk ligestilling mellem smittede, ikke-smittede og de som ikke ved om de er smittede i forhold til straffeloven, og har samarbejde med nordiske og europæiske søsterorganisationer.
Foreningen har i perioder forskningsprojekter, primært af social karakter, under sig, bl.a. undersøgelse af hiv-smittedes levevilkår (pågår stadig) og i 1994-95 om forholdet mellem de danske hospitaler og de hiv-smittede med anden etnisk baggrund end dansk.
Foreningen søger at påvirke lovgivningen, særligt straffelovens §252, stk. 2, som pålægger hiv-smittede et særligt ansvar for at hiv ikke overføres til en anden person.

### Caféer
Siden 1992 har Hiv-Danmark drevet være- og mødestedet Kafe Knud i København. Det er opkaldt efter socialrådgiver Knud Josefsen, som døde af aids 1991. Han var en aktiv debattør i medierne omkring hiv-smittede og aids-syges inddragelse i deres egen behandling samt initiativtager til begrebet brugergrupper, hvor patienter stiller krav til deres behandlende læger og sygeplejersker.
Fra 2002 er AktHIVhuset i Århus blevet en del af Hiv-Danmark, hvor Café Lone er en del, opkaldt efter tidligere aktivt bestyrelsesmedlem.

## Historie
Foreningen startede som en paraplyorganisation for foreninger, selvhjælpsgrupper og enkeltpersoner, hvoraf nogle havde andre kriterier end hiv-smitten for medlemskab, fx Danmarks Bløderforening, Positivgruppen på Frederiksberg og løst organiserede brugergrupper på de infektionsmedicinske afdelinger på landets store hospitaler. Andre var geografisk defineret, fx Positivgruppen i Viborg og Ringkøbing Amter.

### Rådgivning
Rådgivningen er et resultat af egne projekter og inddragelse af andre rådgivninger. Hiv-Danmarks egne projekter var "Heteroseksuel rådgivning" fra 1991 i København, "Fyn, Syd- og Sønderjylland" fra 1993 og "Nord- Midt- og Vestjylland" 1995. Positivgruppens rådgivningstilbud blev inddraget i 1995 og rådgivningen i AktHIVhuset i Århus fra 2001.